# Брвинув (гмина)
Брвинув (пол. Brwinów) — гмина (волость) в Польше, входит как административная единица в Прушковский повет, Мазовецкое воеводство. Население — 21 141 человек (на 2004 год).

## Демография
| Перепись                       | Всего   | Всего | Женщины | Женщины | Мужчины | Мужчины |
| ------------------------------ | ------- | ----- | ------- | ------- | ------- | ------- |
| Единицы                        | человек | %     | человек | %       | человек | %       |
| Население                      | 21 141  | 100   | 11 102  | 52,5    | 10 039  | 47,5    |
| Плотность населения (чел./км²) | 305,7   | 305,7 | 160,5   | 160,5   | 145,2   | 145,2   |

## Поселения
1. място
2. Брвинув
3. Миленцин
4. Фаленцин
5. Мошна-Весь
6. Овчарня
7. Котовице
8. Кросна
9. Доманев
10. Кане
11. Чубин
12. Отрембусы
13. Бискупице
14. Кошаец
15. Пажнев
16. Жулвин
17. Грудув
18. Доманевек
19. Попувек
20. Тереня
21. Копана

## Соседние гмины
1. Гмина Блоне
2. Гмина Гродзиск-Мазовецки
3. Гмина Михаловице
4. Милянувек
5. Гмина Надажин
6. Гмина Ожарув-Мазовецки
7. Подкова-Лесьна
8. Прушкув